# Serhij Filimonow

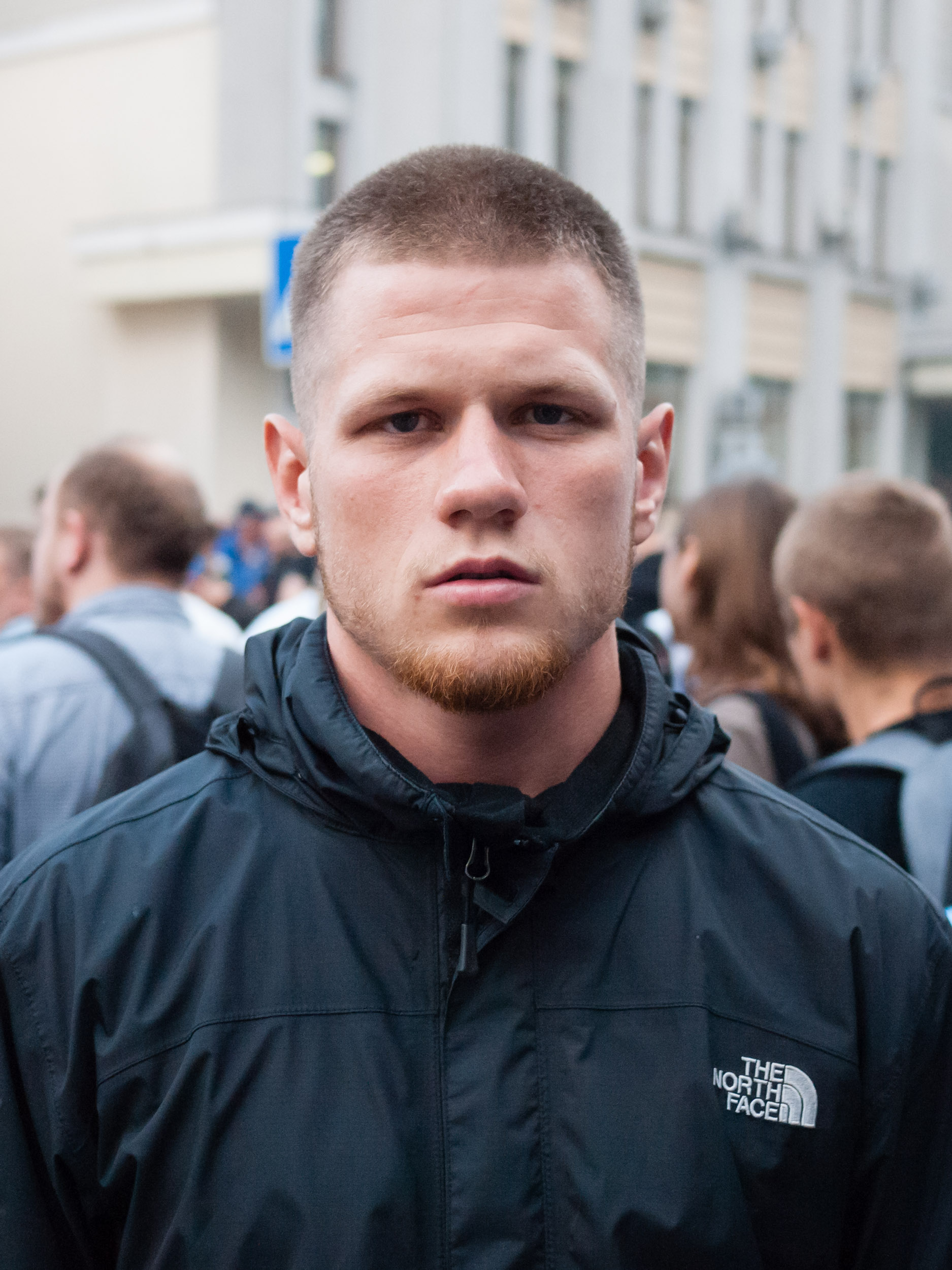
Serhij Filimonow (2019)

Serhij Fedorowytsch Filimonow (ukrainisch Сергій Федорович Філімонов, * 20. September 1994 in Kiew, Ukraine) ist ein ukrainischer Aktivist. Er ist Veteran des russisch-ukrainischen Krieges, Organisator und Teilnehmer von Zivilinitiativen zur Unterstützung von politischen Gefangenen sowie Schauspieler.
Außerdem hat er sich in seiner Jugend in der Hooliganszene unter dem Pseudonym „Sohn von Perun“ einen Namen als Schläger gemacht. Als Schauspieler erlangte er in Oleh Senzows Film Rhino als Hauptdarsteller internationale Bekanntheit.

## Ausbildung
Filimonow absolvierte die Kiewer Schule mit erweitertem Ukrainischunterricht N316.
Von der 8. bis zur 10. Klasse war er Schüler am Iwan Pyduwni Sportkolleg Kiew (Олімпійський коледж ім. Івана Піддубного) und professionalisierte sich unter anderem in Martial Arts.
2018 schloss er sein Studium als Bauingenieur an der Kiewer Nationalen Universität für Bauwesen und Architektur ab. Ab dem zweiten Studienjahr nahm er, bedingt durch seine Teilnahme am Euromaidan, ein Fernstudium auf.

## Gesellschaftliche und militante Aktivitäten
Seit den ersten Tagen des russisch-ukrainischen Krieges 2014 kämpfte Serhij Filimonow als Freiwilliger im Bataillon Asow. Er war u. a. als Soldat an dem Kampf um Mariupol und Marjinka sowie an den Kämpfen um Ilowajsk beteiligt, bei denen er mehrmals verletzt wurde.
Nachdem er 2015 von der Front zurückgekehrt war, veranstaltete er gemeinsam mit anderen Aktivisten die friedliche Aktion „Blockade der Krim“ („Блокада Криму“). Daneben war er noch an folgenden Aktionen beteiligt:
- 2015: Leiter der NRO Zivilkorpus Regiment Asow in Kiew.
- 2015–2017: Start einer Reihe von sozialen Projekten, unter anderen: Zooschutz gegen Gewalttätigkeit an Tieren zur Unterstützung von Tierheimen und zum Kampf gegen Doghunters; Gemeinsames Blut – ein Blutspendeprojekt für Kinder und verletzte Soldaten; Unsere Zukunft – Hilfe für elternlose Kinder, eine Reihe von sportlichen und bildenden Initiativen.

Filimonow nimmt bis heute aktiv soziale Ämter wahr. Er ist aktiver Teilnehmer der Sozialinitiative “Wer hat Katia Handsjuk bestellt?”, die von Freunden der Journalistin Kateryna Handsjuk gestartet wurde; der Mord an ihr wurde noch nicht aufgeklärt.
Die Aktion “Hörst du nicht? Dann siehst du” wurde von Filimonow veranstaltet, um den Zivilaktivisten Serhij Sternenko zu unterstützen. Sternenkos gesetzeswidrige Verhaftung hatte eine Welle von Protesten und friedlichen Demonstrationen zur Folge.
Weiterhin ist Filimonow aktiv bei Initiativen gegen den prorussischen Propagandisten Anatolij Scharij, woraufhin er in den Blick der russischen Propagandamaschine geraten ist.
2018 nahm er an der Festnahme des brasilianischen LNR/DNR-Attentäters Rafael Marques Lusvarghi teil.

## Verbindungen zum Rechtsextremismus
Filimonov wurde wiederholt mit rechtsextremen und Hooligangruppen in Verbindung gebracht. Als Jugendlicher soll er Mitglied der rechtsextremistischen Gruppe С14, einer Jugendorganisation der rechts stehenden Partei Allukrainische Vereinigung „Swoboda“, gewesen sein. Er soll seine Zugehörigkeit zu C14 selbst zugegeben haben. Unter dem Spitznamen „Sohn von Perun“ war er Führungsfigur der Hooligangruppe „Rodychi“ („die Verwandten“) um den Fußballverein Dynamo Kiew. 2015 sei Filimonov an Übergriffen auf dunkelhäutige ausländische Fußballfans beteiligt gewesen, 2018 in führender Rolle bei einem Angriff auf Roma-Unterkünfte in Kiew. Eine Distanzierung Filimonovs von dieser Szene ist (Stand Oktober 2022) nicht bekannt.
Ab 2016 bis zu seinem Austritt 2019 war er Leiter der Kiewer Filiale der Partei Nationales Korps.
Ferner trat Filimonov 2019 als Mitglied einer als nationalistisch eingeschätzten Gruppe namens „Honor“ (Гонор) bei den Protesten in Hongkong 2019/2020 auf. Filimonov gab an, die Gruppe habe die Stadt lediglich als Touristen besucht. Bereits 2016 hatte sich Filimonov mit Mitgliedern der Gruppe gezeigt.

## Rhino
Rhino ist eine Koproduktion der Ukraine, Polens und Deutschlands. Nashorn ist der zweite Spielfilm des ukrainischen Regisseurs Oleh Senzow. Im Jahr 2012 wurde das Projekt des Filmes bei der industriellen Sektion des Sofia Filmfestivals eingereicht, wo er als bestes Projekt und für das beste Pitching ausgezeichnet wurde. Nachdem Senzow 2014 von russischen Strafverfolgungsbeamten auf der Krim illegal verhaftet wurde, pausierte die Produktion bis zu seiner Befreiung 2019.
Am 9. September 2021 wurde der Film im Wettbewerb der 78. Internationalen Filmfestspiele von Venedig uraufgeführt.

## Familie
Filimonow ist verheiratet und hat einen Sohn.